# Isabella Hollandová
Isabella Hollandová (* 2. ledna 1992, Brisbane, Queensland) je australská profesionální tenistka. Ve své dosavadní kariéře na okruhu WTA Tour nevyhrála žádný turnaj. V rámci okruhu ITF získala k lednu 2012 jeden titul ve dvouhře a dva ve čtyřhře.
Na žebříčku WTA byla nejvýše ve dvouhře klasifikována v prosinci 2011 na 179. místě a ve čtyřhře pak ve stejném měsíci na 279. místě.
Společně se Sally Peersovou se probojovaly do finále čtyřhry juniorky ve Wimbledonu 2008, kde nestačily na pár Polona Hercogová a Jessica Mooreová 6–3, 1–6, 6–2.

## Finálové účasti na turnajích okruhu ITF
| $100,000 tournaments |
| $75,000 tournaments  |
| $50,000 tournaments  |
| $25,000 tournaments  |
| $10,000 tournaments  |

### Dvouhra: 5 (1–4)

#### Vítězka
| Č. | Datum          | Turnaj | Povrch | Finalistka         | Výsledek |
| -- | -------------- | ------ | ------ | ------------------ | -------- |
| 1. | 30. dubna 2011 | Karši  | tvrdý  | Teťjana Arefjevová | 7–5, 6–4 |

#### Finalistka
| Č. | Datum              | Turnaj        | Povrch | Vítězka           | Výsledek |
| -- | ------------------ | ------------- | ------ | ----------------- | -------- |
| 1. | 21 september 2008  | Kawana        | tvrdý  | Jarmila Gajdošová | 5–7, 4–6 |
| 2. | 7. listopadu 2010  | Kalgoorlie    | tvrdý  | Julia Glušková    | 1–6, 2–6 |
| 3. | 11. září 2011      | Alice Springs | tvrdý  | Olivia Rogowska   | 5–7, 5–7 |
| 4. | 27. listopadu 2011 | Bendigo       | tvrdý  | Casey Dellacquová | 2–6, 2–6 |

### Finalistka
- 2009 – 25 000 USD, Bundaberg, Austrálie (spoluhráčka Sally Peersová)
- 2010 – 25 000 USD, Ipswich, Austrálie (spoluhráčka Sally Peersová)